# Urètre
 (avril 2021).
Si vous disposez d'ouvrages ou d'articles de référence ou si vous connaissez des sites web de qualité traitant du thème abordé ici, merci de compléter l'article en donnant les références utiles à sa vérifiabilité et en les liant à la section « Notes et références ».
L'urètre (orthographié parfois urèthre) est le canal de sortie de la vessie. Il a une fonction excrétrice dans les deux sexes (sortie de l’urine) et de plus chez l’homme une fonction reproductrice (passage du sperme). Urétral (ou uréthral) est l’adjectif correspondant (noter le changement d’accent sur le e).
Le sphincter de l'urètre est le muscle qui permet le contrôle volontaire sur la miction.
Il ne faut pas confondre l’urètre et l’uretère, qui est le conduit qui part des reins et transporte l'urine vers la vessie.

## Anatomie

### Urètre féminin
Chez la femme, l’urètre est très court (environ 3,5 cm), pour un diamètre de 6 mm environ,  et débouche sur la vulve entre le clitoris et l’ouverture du vagin par le méat urinaire.
Son extrémité distale est appelée ostium urétral. De part et d’autre s’abouchent les glandes para-urétrales ou glandes de Skene.
Il est divisé en deux parties, séparées par le muscle urétrovaginal :
- l’urètre pelvien, engainé par le sphincter de la vessie, prolongement du muscle détrusor (muscle lisse) ;
- l’urètre périnéal, qui traverse l’aponévrose moyenne du périnée et qui est entouré par le muscle sphincter urétral (muscle strié). Cette portion est sujette aux traumatismes du périnée.

### Urètre masculin

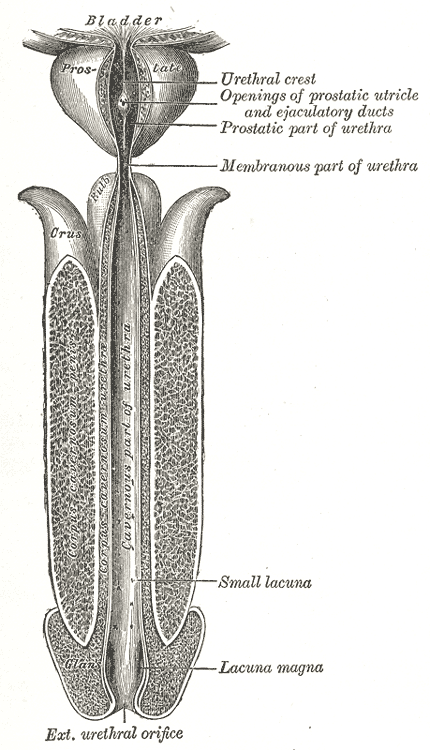
L’urètre masculin.

Chez l’homme, l’urètre mesure environ 15 cm et débouche à la fin du pénis.
Il est plus long que chez la femme, et il est composé de plusieurs parties ayant chacune une fonction. En raison de cette différence de taille, les femmes sont plus sujettes aux infections urinaires basses (cystites). La longueur de l’urètre masculin et le fait qu’il présente plusieurs coudes rendent le sondage et les gestes rétrogrades plus difficiles.
L’urètre masculin est divisé en quatre parties, désignées selon leur localisation :
- l'urètre intra-mural ou pré-prostatique est situé au niveau du col vésical et est entouré par le sphincter vésical lisse ;
- l'urètre prostatique : situé entre le col vésical en haut et le sommet de la prostate en bas, de direction grossièrement verticale.
Sa paroi postérieure, complexe, présente une saillie médiane, le colliculus séminal (ou veru montanum). Au sommet de ce colliculus se trouve l’orifice de l’utricule prostatique, résidu du canal de Müller. C’est un cul-de-sac.
De part et d’autre de l’utricule, on décrit les orifices des canaux éjaculateurs, qui transportent les sécrétions testiculaires vers l’urètre.
Le collicule est surmonté par les freins du colliculus, entre lesquels se trouve le sinus prostatique.
Enfin, de part et d’autre du colliculus existent deux gouttières, au fond desquelles se trouvent les orifices des glandes prostatiques.

Au niveau de l’urètre prostatique se réalise le mélange des différentes sécrétions (testiculaires, prostatiques) donnant le sperme ;
- l'urètre membraneux : très court (1  à   2 cm), traverse le diaphragme urogénital entouré par le sphincter externe strié de l’urètre. Il est fixé dans le périnée, au sein d’un plan solide et rigide. Cette portion de l’urètre est longée par les canaux excréteurs des glandes de Cowper.
Cette portion est souvent intéressée par les traumatismes urétraux ;
- l'urètre spongieux, lui-même divisé en deux portions : l’urètre périnéal, présentant un trajet oblique en haut et en avant, recevant les sécrétions des glandes bulbo-urétrales, et l’urètre pénien, mesurant 15-16 cm de long pour 5 mm de diamètre environ, situé sur la face ventrale du pénis recevant les sécrétions des glandes de Littré. À sa partie terminale, on décrit une petite dilatation appelée « fossette naviculaire », contenant elle-même un repli muqueux, la valvule.
L’urètre spongieux chemine au sein du corps spongieux, d’où il tire son nom.

## Histologie
L’épithélium urétral prostatique se classe dans les épithéliums de transition.
Il existe une densification aux couches superficielles de cet épithélium, au niveau de la membrane cytoplasmique de la dernière couche de cellules permettant ainsi de lutter contre les phénomènes d’osmolarité car l’urine peut être hyperosmolaire.
L'épithélium urétral membraneux est pseudo-stratifié.
L'épithélium urétral pénien est pavimenteux simple non kératinisé.

## Problèmes médicaux de l’urètre
- Urétrite : infection de l’urètre.
- Hypospadias : malformation congénitale, ouverture de la face inférieure de l'urètre.
- Épispadias : malformation congénitale : ouverture de la face supérieure de l'urètre.
- Cancer de l'urètre : il s'agit d'un cancer rare.
- Sténose urétrale : rétrécissement de l'urètre.

## Examens complémentaires
L'endoscopie de la vessie via l'urètre est appelée cystoscopie.